# Profilarea infractorului
Profilarea infractorului reprezintă procesul prin care se indică caracteristicile de personalitate ale autorului unei infracțiuni, ținându-se cont de analiza câmpului infracțional, tipurile variate de personalități existente, datele statistice ale faptelor similare precum și natura disfuncțiilor mentale demonstrate de autor cu ocazia comiterii faptei. Mai este denumit criminal profiling.
O definiție foarte uzitată este cea a lui Vernon Geberth: 
„profilul psihologic este o încercare elevată de a furniza anchetatorilor informații specifice despre un autor necunoscut ce a comis o infracțiune dată, proces bazat pe cercetarea atentă a locului faptei, victimologie și teoriile psihologice cunoscute.”
În general, infracțiunile pretabile în folosirea profilului psihologic sunt:
- Omorul deosebit de grav
- Omorul în serie
- Violurile în serie
- Pruncuciderea
- Infracțiuni comise asupra minorilor
- Tâlhăriile urmate de moartea victimei
- Tâlhăriile în serie.

În special, profilul de personalitate a avut rezultate uimitoare în investigațiile omorului în serie și a violurilor în serie, violuri urmate sau nu de moartea victimei.
Conform lui Geberth (1999), datele despre autor ce pot fi determinate prin profiling sunt:
- vârstă;
- sex;
- rasă;
- stare civilă;
- nivel de inteligență;
- nivelul studiilor efectuate;
- stil de viață;
- mediul din care provine;
- nivelul adaptabilității sociale;
- tipul de personalitate;
- comportament;
- înfățișare generală;
- nivelul adaptabilității emoționale;
- comportamente specifice destructurării psihice relevate;
- caracteristicile personalității dizarmonice relevate;
- loc de muncă – istoric – adaptabilitate la locul de muncă;
- obiceiurile la locul de muncă;
- domiciliul în raport cu locul faptei;
- statut socio-economic;
- nivelul adaptabilității sexuale;
- tipul de perversiune sexuală (dacă este cazul);
- motivul faptei.

Desigur, în funcție de fiecare caz în parte, complexitatea raportului poate crește, datele furnizate de specialist putând fi mult mai variate. Se pot previziona, de asemenea, comportamentele ulterioare ale agresorului, se pot stabili direcțiile de atac ale anchetatorului, eventuale capcane ce se pot întinde autorului, date false ce pot fi comunicate presei pentru provocarea acestuia și, în acest fel, capturarea lui, etc. Stabilindu-se, pe baza victimologiei și a background-ului victimei, persoanele țintă ale agresorului, acestea pot fi atenționate, prevenirea fiind prioritară.